# Tállya
Tállya là một thị trấn thuộc hạt Borsod-Abaúj-Zemplén, Hungary. Thị trấn này có diện tích 37,95 km², dân số năm 2010 là 1976 người, mật độ 52 người/km².